# Scott Verplank
Scott Rachal Verplank (født 9. juni 1964 i Dallas, Texas, USA) er en amerikansk golfspiller, der (pr. september 2010) står noteret for 5 sejre på PGA Touren. Hans bedste resultat i en Major-turnering er en 7. plads, som han har opnået ved både British Open, US Open og ved US PGA.
Verplank har 2 gange, i 2002 og 2006, repræsenteret det amerikanske hold ved Ryder Cuppen. Begge tre gange med nederlag.